# Strobe Lights
A Strobe Lights (magyarul: Villogó fények) a belga Red Sebastian dala, mellyel Belgiumot képviselte a 2025-ös Eurovíziós Dalfesztiválon Bázelben. A dal 2025. február 1-jén, a belga nemzeti döntőben, a Eurosongon megszerzett győzelemmel érdemelte ki a dalversenyen való indulás jogát.

## Eurovíziós Dalfesztivál
2024. november 11-én vált hivatalossá, hogy az énekes dala bekerült a Eurosong belga nemzeti döntő mezőnyébe. A dal 2025. február 1-jén megnyerte a belga dalversenyt, ahol a szakmai zsűrinél és a közönségnél is az első helyet érte el, így ez a dal képviselheti Belgiumot a Eurovíziós Dalfesztiválon.
A dalt először a május 13-án rendezendő első elődöntőben, fellépési sorrendben kilencedikként adta elő, a Belgiumot képviselő Kyle Alessandro Lighter című dala után és az Olaszországot képviselő Lucio Corsi Volevo essere un duro című dala előtt. Az elődöntőben a nézői szavazatok pontjai alapján a dal nem jutott tovább a május 17-én megrendezésre került döntőbe.

## Dalszöveg
| Strobe lights Gettin’ lost in your eyes Cotton candy haze We’re floating round in space – A dal refrénje | Villogó fények Elveszek a szemeidben Vattacukor köd Körbe-körbe lebegünk az űrben – A dal refrénje magyarul |

## Galéria

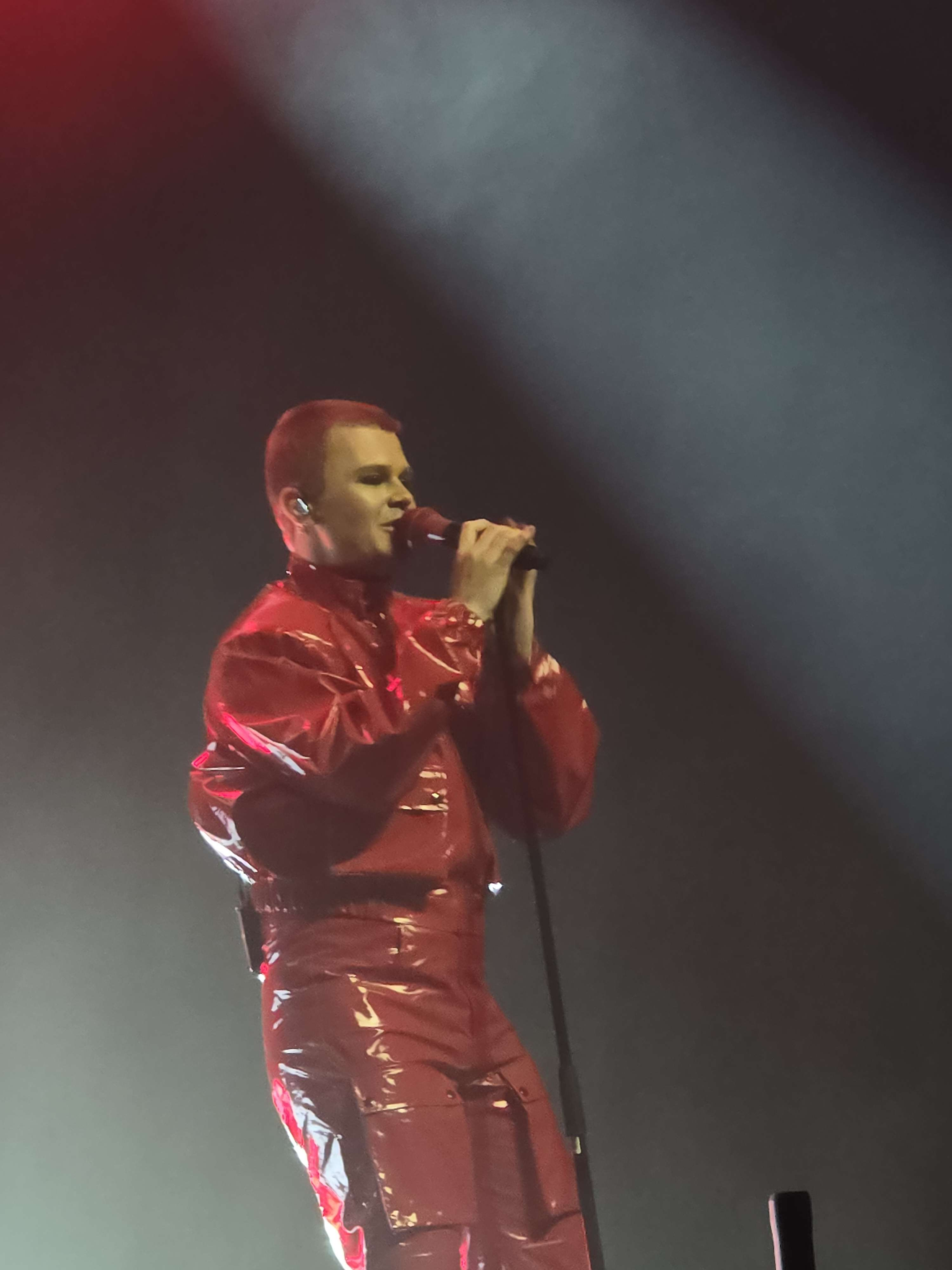
Az amszterdami Eurovíziós partin
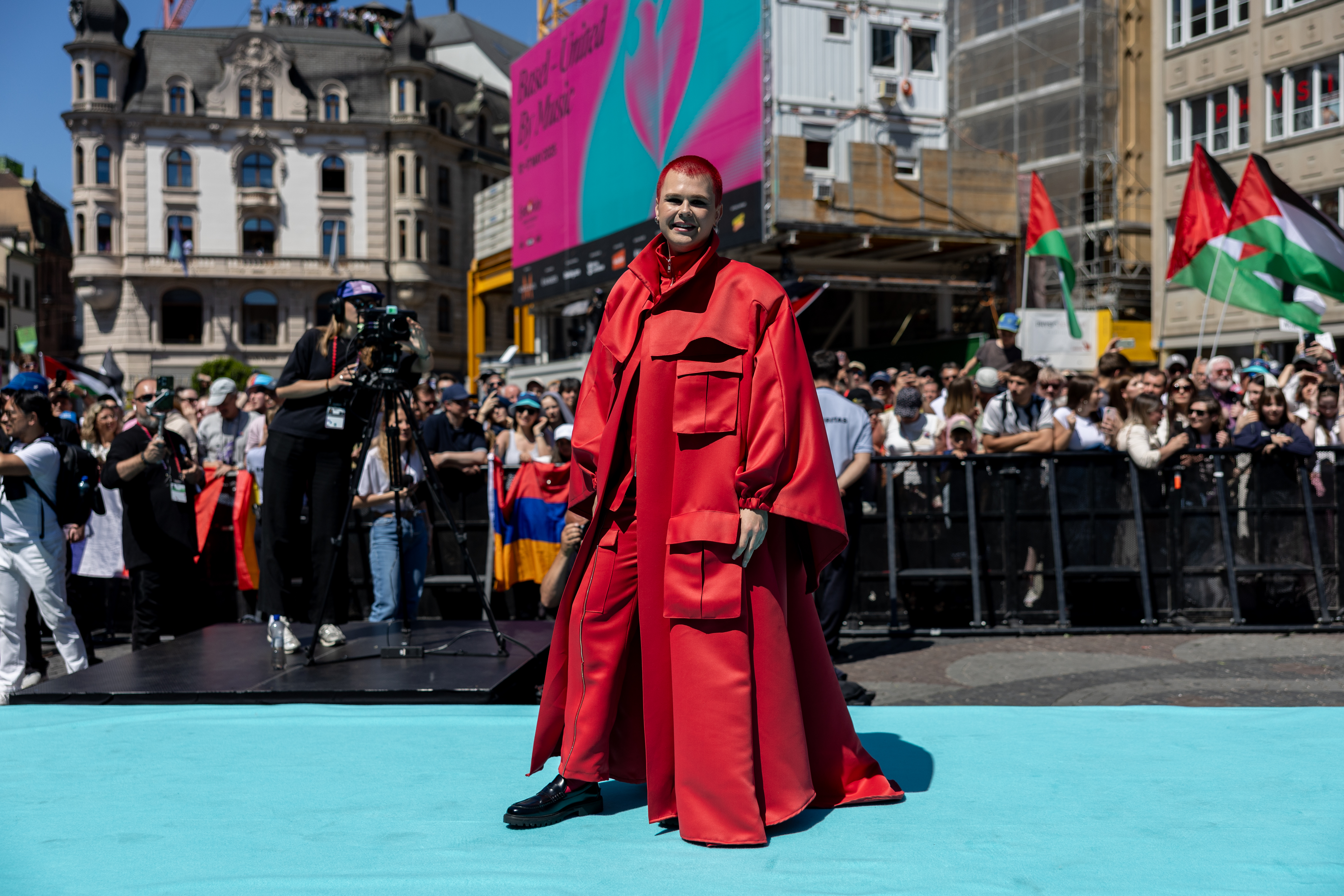
A megnyitóünnepségen
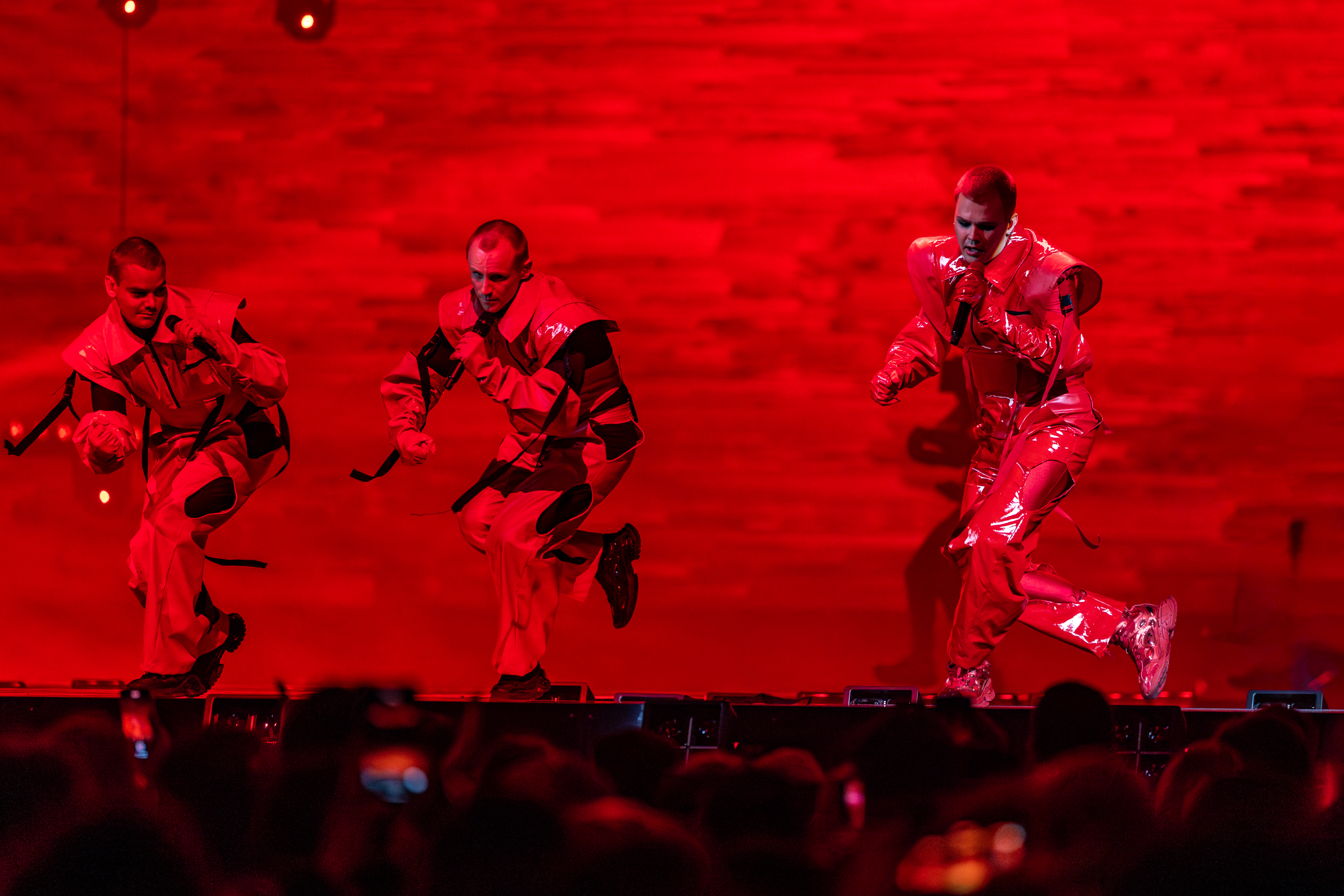
Az elődöntőben